# Бруквил (Њујорк)
Бруквил (енгл. Brookville) град је у америчкој савезној држави Њујорк.

## Демографија
По попису из 2010. године број становника је 3.465, што је 1.339 (63,0%) становника више него 2000. године.
| Група             | 2000.         | 2010.         |
| Белци             | 1.866 (87,8%) | 2.485 (71,7%) |
| Афроамериканци    | 46 (2,2%)     | 399 (11,5%)   |
| Азијати           | 131 (6,2%)    | 358 (10,3%)   |
| Хиспаноамериканци | 57 (2,7%)     | 219 (6,3%)    |
| Укупно            | 2.126         | 3.465         |